# Franz Wolfinger (Politiker, 1946)
Franz Wolfinger (* 19. Dezember 1946 in Kematen an der Krems, Oberösterreich) ist ein österreichischer Politiker (ÖVP).

## Leben
Franz Wolfinger besuchte von 1953 bis 1957 die Volksschule im Kematener Ortsteil Achleiten und danach bis 1961 die Hauptschule in Bad Hall. Danach besuchte er eine einjährige landwirtschaftliche Fachschule in Lambach.
Wolfinger war jedoch kaum in seinem Beruf tätig, als er 1967 eine Anstellung bei einem Versicherungsunternehmen fand. 1967 folgte die Beförderung zum Pensionsfachreferenten.
Im Jahr 1973 ging Wolfinger auch in die Politik, als er in den Gemeinderat von Kematen gewählt wurde. 1991 kandidierte er für das Amt des Bürgermeisters seiner Heimatgemeinde; mit Erfolg. Er war danach bis zum Jahr 2000 Ortsvorsteher. Im November 1997 zog er für die ÖVP als Mitglied in den Bundesrat in Wien ein. Diesem gehörte Wolfinger bis März 2009 an.